# Benjamin Forel
 (mars 2011).
Améliorez-le ou discutez des points à vérifier. 
Benjamin Forel, né en 1985, est un metteur en scène et chorégraphe français.

## Carrière
Il a effectué sa formation à l’école Premier Acte, avant de devenir l'assistant à la mise en scène de Sarkis Tcheumlekdjian.
En 2008, il cofonde la Troupe du Levant qui change de nom en 2015 devenant : L'Ineffable Théâtre.
Il développe avec sa compagnie le style physical theatre.
Il est chargé de cours à l'Université Lumière Lyon 2 depuis 2018.

## Mises en scènes
- 2005 : Un éternel automne
- 2007 : Quale Disgrazia
- 2009 : La Fille du général (Hedda Gabler), d'après l'œuvre d'Ibsen[1]
- 2010 : Cycle Le Grand Théâtre de fous :
  - Edouard II de Christopher Marlowe
  - Les Sonnets ou le Portrait de Mr W.S. d'après William Shakespeare[2]
  - Mesure pour Mesure de William Shakespeare
- 2013 : Allons Z'Enfants ![3],[4]
- 2014 : Sixième pièce de la Troupe du Levant, inspirée par le verbe d'Hanokh Levin[5]
- 2014 : Viens, viens petite, viens..., inspirée par le verbe d'Hanokh Levin
- 2015 : Ceux qui marchent à l'ombre des canons, programme de quatre pièces inspirées par l'œuvre d'Hanokh Levin[6]
- 2015 : La Chauve-souris, opéra comique de Johann Strauss.
- 2016 : Didascalies [7]
- 2017 : Accolades
- 2017 : Le Sacre du printemps [8]
- 2018 : Syngué Sabour, librement inspiré du texte d'Atiq Rahimi[9]
- 2020 : Bis repetita placent[10]
- 2021 : My Love Your Problem
- 2022 : Manque de Sarah Kane [11]

## Performances
- 2019 : Le Purgatoire [La Divine Comédie - Dante]
- 2020 : Ren Hang (Flipbook)